# Ђиноза
Ђиноза (итал. Ginosa) је насеље у Италији у округу Таранто, региону Апулија.
Према процени из 2011. у насељу је живело 16151 становника. Насеље се налази на надморској висини од 254 м.

## Становништво
| 1951.  | 1961.  | 1971.  | 1981.  | 1991.  | 2001.  | 2011.  |
| ------ | ------ | ------ | ------ | ------ | ------ | ------ |
| 16.435 | 17.800 | 17.373 | 20.284 | 21.907 | 22.146 | 22.582 |